# World Padel Tour 2020
El World Padel Tour 2020 es la octava edición del circuito profesional de pádel World Padel Tour. Esta edición se celebró durante 2020 y reunió a los mejores jugadores en categoría masculina y femenina.
En el calendario de esta edición se confirmaron nuevas ciudades, respecto a otros años, como Lérida, Málaga u Oviedo, en el panorama nacional, y Roma y Bruselas, como pruebas internacionales, que se sumaron a torneos con acuerdo vigente como Marbella, Menorca o Suecia.
En cuanto a las reglas del juego, World Padel Tour introdujo el "Punto de Oro", que consiste en que cuando se llega en un juego al 40-40 no se jueguen los puntos con ventaja (Ad), sino que se dispute un único punto para determinar el ganador del juego. La pareja que resta puede decidir a que jugador deben sacarle los contrincantes. Esta medida se llevó a cabo para reducir el tiempo de los partidos.
El circuito tuvo que verse obligado a parar, después de que disputase el primer torneo del año, debido a la pandemia de coronavirus 2019-2020, siendo la primera vez en la historia del circuito que se tiene que ver obligado a detener la competición.

## Calendario
En 2020 se planificó que hubiese 22 pruebas puntuables para el World Padel Tour, siendo las pruebas tipo "Master" las que mayor puntuación otorgan a los jugadores, seguidas de las pruebas "Open" y de las pruebas "Challenger", siendo estas últimas las que menor puntuación dan a los jugadores, y orientadas a padelistas con un ranking más bajo respecto a los mejores de la clasificación. Entre las pruebas del calendario destacaban el Lugo WOpen, prueba con participación únicamente femenina, así como las pruebas internacionales de Buenos Aires, Bruselas, México y Brasil, con participación únicamente del cuadro masculino. Las demás pruebas internacionales, en Bastad, Cascais y Roma, iban a contar con participación tanto masculina como femenina.
Además se incluyeron dos exhibiciones, en Yucatán, que terminó siendo aplazada por la pandemia de COVID-19, y Estocolmo. La de Yucatán hubiese tenido lugar entre el 13 y 15 de marzo de 2020, y la de Estocolmo entre el 15 y 18 de abril.
En noviembre, además, iba a disputarse el Mundial de Pádel 2020, en Catar, organizado por la Federación Internacional de Padel, y cuyo resultado es totalmente independiente a la organización del World Padel Tour. Todas las pruebas del calendario, excepto el primer torneo en Marbella, fueron canceladas o modificadas debido al coronavirus.
El 10 de marzo de 2020 se confirmó la cancelación del segundo torneo de la temporada, el Vigo Open, debido a la pandemia de coronavirus 2019-2020. Dos días después, el 12 de marzo, World Padel Tour anunció cambios en el calendario de 2020, cambiando las fechas del Córdoba Open y del Brasil Open, debido al cambio de fechas del Mundial de Pádel, que pasó de disputarse en octubre a hacerlo en noviembre. Además se incluyeron en el calendario dos challengers, en las ciudades de Albacete y Santander.
Debido al estado de alarma decretado por el gobierno de España, debido a la pandemia de coronavirus 2019-2020, las pruebas posteriores al Vigo Open, en los meses de abril, mayo y junio, también tuvieron que ser pospuestas o canceladas.

### Nuevo calendario
Debido a la pandemia de coronavirus de 2020 el calendario tuvo que ser modificado al completo, regresando la competición el 28 de junio de 2020, con el Estrella Damm Open, disputado en Madrid a puerta cerrada. Una semana después se confirmó la disputa del Vuelve a Madrid Open, también en el mismo recinto que el torneo anterior.
Dos semanas después, se acordó el jugar un tercer torneo en Madrid, mientras que para septiembre se confirmaron tres nuevas pruebas más, en Valencia, Cagliari y Menorca.
| Torneo               | Ciudad              | País   | Fecha                               |
| -------------------- | ------------------- | ------ | ----------------------------------- |
| Marbella Master      | Marbella            | España | 2 de marzo - 8 de marzo             |
| Estrella Damm Open   | Madrid              | España | 28 de junio - 5 de julio            |
| Vuelve a Madrid Open | Madrid              | España | 12 de julio - 19 de julio           |
| Adeslas Open         | Madrid              | España | 2 de agosto - 9 de agosto           |
| Valencia Open        | Valencia            | España | 30 de agosto - 6 de septiembre      |
| Sardegna Open        | Cagliari            | Italia | 6 de septiembre - 13 de septiembre  |
| Menorca Open         | Mahón               | España | 20 de septiembre - 27 de septiembre |
| Barcelona Master     | Barcelona           | España | 10 de octubre - 18 de octubre       |
| Alicante Open        | Alicate             | España | 4 de noviembre - 8 de noviembre     |
| Las Rozas Open       | Las Rozas de Madrid | España | 18 de noviembre - 22 de noviembre   |
| Menorca Master Final | Mahón               | España | 10 de diciembre - 13 de diciembre   |

## Jugadores
En el plano deportivo, esta nueva edición presenta numerosas novedades en cuanto a nuevas parejas en ambos circuitos. Los números uno masculino y femenino se separan:  Juan Lebrón formará pareja con Alejandro Galán y partirán como pareja número uno, y Paquito Navarro se juntará con el brasileño Pablo Lima, con el que ya jugó dos torneos en 2018, ganando uno de ellos. Otras nuevas parejas con más ránquing son Sanyo Gutiérrez y Franco Stupaczuk, Maxi Sánchez y Matías Díaz o Juani Mieres y Javi Garrido. Por otro lado, parejas como Agustín Tapia y Fernando Belasteguín o Juan Tello y Federico Chingotto mantienen su proyecto en 2020.
En el circuito femenino se presentan menos cambios, aunque la mayoría afectan a las posiciones altas del ranking. Marta Marrero y Paula Josemaría formarán pareja, igual que Marta Ortega, expareja de Marta Marrero con Bea González.

## Campeones por torneo

### Competición masculina
| Torneo               | Ganadores                            | Finalistas                           | Resultado      |
| -------------------- | ------------------------------------ | ------------------------------------ | -------------- |
| Marbella             | Paquito Navarro y Pablo Lima         | Alejandro Galán y Juan Lebrón        | 7-6, 2-6 y 6-3 |
| Estrella Damm Open   | Alejandro Galán y Juan Lebrón        | Paquito Navarro y Pablo Lima         | 7-5 y 6-3      |
| Vuelve a Madrid Open | Alejandro Galán y Juan Lebrón        | Fernando Belasteguín y Agustín Tapia | 4-6, 6-1 y 6-4 |
| Adeslas Open         | Alejandro Galán y Juan Lebrón        | Juan Tello y Federico Chingotto      | 6-7, 6-1 y 6-4 |
| Valencia             | Alejandro Galán y Juan Lebrón        | Juan Tello y Federico Chingotto      | 6-3 y 7-6      |
| Sardegna             | Fernando Belasteguín y Agustín Tapia | Javier Ruiz y Uri Botello            | 6-1 y 6-4      |
| Menorca              | Sanyo Gutiérrez y Franco Stupaczuk   | Fernando Belasteguín y Agustín Tapia | 6-3 y 7-5      |
| Barcelona            | Alejandro Galán y Juan Lebrón        | Franco Stupaczuk y Sanyo Gutiérrez   | 6-4 y 6-1      |
| Alicante             | Alejandro Galán y Juan Lebrón        | Franco Stupaczuk y Sanyo Gutiérrez   | 4-6, 6-3 y 6-4 |
| Las Rozas de Madrid  | Juan Tello y Federico Chingotto      | Paquito Navarro y Pablo Lima         | Ab.            |
| Menorca Master Final | Fernando Belasteguín y Agustín Tapia | Juan Lebrón y Alejandro Galán        | 6-3 y 7-6      |

### Competición femenina
| Torneo               | Ganadores                                   | Finalistas                                  | Resultado      |
| -------------------- | ------------------------------------------- | ------------------------------------------- | -------------- |
| Marbella             | Marta Marrero y Paula Josemaría             | Alejandra Salazar y Ariana Sánchez          | 7-6, 3-6 y 6-2 |
| Estrella Damm Open   | Alejandra Salazar y Ariana Sánchez          | Lucía Sainz y Gemma Triay                   | 6-2 y 6-3      |
| Vuelve a Madrid Open | Marta Ortega y Bea González                 | Patricia Llaguno y Elisabeth Amatriaín      | 5-7, 6-1 y 6-1 |
| Adeslas Open         | Mapi Sánchez Alayeto y Majo Sánchez Alayeto | Marta Ortega y Bea González                 | 4-6, 6-4 y 6-4 |
| Valencia             | Alejandra Salazar y Ariana Sánchez          | Marta Marrero y Paula Josemaría             | 7-5 y 7-6      |
| Sardegna             | Lucía Sainz y Gemma Triay                   | Marta Marrero y Paula Josemaría             | 6-0, 6-7 y 7-6 |
| Menorca              | Alejandra Salazar y Ariana Sánchez          | Lucía Sainz y Gemma Triay                   | 3-6, 6-1 y 6-2 |
| Barcelona            | Lucía Sainz y Gemma Triay                   | Mapi Sánchez Alayeto y Majo Sánchez Alayeto | 6-2 y 6-3      |
| Alicante             | Lucía Sainz y Gemma Triay                   | Marta Marrero y Marta Ortega                | 2-6, 7-6 y 6-3 |
| Las Rozas de Madrid  | Lucía Sainz y Gemma Triay                   | Bea González y Paula Josemaría              | 6-0 y 7-6      |
| Menorca Master Final | Lucía Sainz y Gemma Triay                   | Alejandra Salazar y Ariana Sánchez          | 6-4 y 6-3      |

## Ranking Race 2020

### Ranking masculino
| Ranking | Nombre                | País      | Puntos | Ganador                                                                               | Finalista                               |
| ------- | --------------------- | --------- | ------ | ------------------------------------------------------------------------------------- | --------------------------------------- |
| 1       | Alejandro Galán       | España    | 8.860  | Estrella Damm Open, Vuelve a Madrid Open, Adeslas Open, Valencia, Barcelona, Alicante | Marbella, Menorca Master Final          |
| 1       | Juan Lebrón           | España    | 8.860  | Estrella Damm Open, Vuelve a Madrid Open, Adeslas Open, Valencia, Barcelona, Alicante | Marbella, Menorca Master Final          |
| 3       | Fernando Belasteguín  | Argentina | 5.185  | Sardegna, Menorca Master Final                                                        | Vuelve a Madrid Open, Menorca           |
| 3       | Agustín Tapia         | Argentina | 5.185  | Sardegna, Menorca Master Final                                                        | Vuelve a Madrid Open, Menorca           |
| 5       | Paquito Navarro       | España    | 5.005  | Marbella                                                                              | Estrella Damm Open, Las Rozas de Madrid |
| 6       | Franco Stupaczuk      | Argentina | 4.960  | Menorca                                                                               | Barcelona, Alicante                     |
| 6       | Sanyo Gutiérrez       | Argentina | 4.960  | Menorca                                                                               | Barcelona, Alicante                     |
| 8       | Pablo Lima            | Brasil    | 4.770  | Marbella                                                                              | Estrella Damm Open, Las Rozas de Madrid |
| 9       | Juan Tello            | Argentina | 4.005  | Las Rozas de Madrid                                                                   | Adeslas Open, Valencia                  |
| 9       | Federico Chingotto    | Argentina | 4.005  | Las Rozas de Madrid                                                                   | Adeslas Open, Valencia                  |
| 11      | Maxi Sánchez          | Argentina | 2.700  |                                                                                       |                                         |
| 12      | Martín Di Nenno       | Argentina | 2.260  |                                                                                       |                                         |
| 13      | Matías Díaz           | Argentina | 2.235  |                                                                                       |                                         |
| 14      | Javier Ruiz           | España    | 2.065  |                                                                                       | Sardegna                                |
| 14      | Uri Botello           | España    | 2.065  |                                                                                       | Sardegna                                |
| 16      | Agustín Gómez Silingo | Argentina | 1.885  |                                                                                       |                                         |

### Ranking femenino
| Ranking | Nombre               | País      | Puntos | Ganadora                                                                 | Finalista                               |
| ------- | -------------------- | --------- | ------ | ------------------------------------------------------------------------ | --------------------------------------- |
| 1       | Gemma Triay          | España    | 8.375  | Sardegna, Barcelona, Alicante, Las Rozas de Madrid, Menorca Master Final | Estrella Damm Open, Menorca             |
| 1       | Lucía Sainz          | España    | 8.375  | Sardegna, Barcelona, Alicante, Las Rozas de Madrid, Menorca Master Final | Estrella Damm Open, Menorca             |
| 3       | Alejandra Salazar    | España    | 6.310  | Estrella Damm Open, Valencia, Menorca                                    | Marbella, Menorca Master Final          |
| 3       | Ariana Sánchez       | España    | 6.310  | Estrella Damm Open, Valencia, Menorca                                    | Marbella, Menorca Master Final          |
| 5       | Marta Marrero        | España    | 5.050  | Marbella                                                                 | Valencia, Sardegna, Alicante            |
| 6       | Paula Josemaría      | España    | 4.855  | Marbella                                                                 | Valencia, Sardegna, Las Rozas de Madrid |
| 7       | Marta Ortega         | España    | 4.720  | Vuelve a Madrid Open                                                     | Adeslas Open, Alicante                  |
| 7       | Bea González         | España    | 4.525  | Vuelve a Madrid Open                                                     | Adeslas Open, Las Rozas de Madrid       |
| 9       | Mapi Sánchez Alayeto | España    | 4.390  | Adeslas Open                                                             | Barcelona                               |
| 9       | Majo Sánchez Alayeto | España    | 4.390  | Adeslas Open                                                             | Barcelona                               |
| 11      | Elisabeth Amatriaín  | España    | 3.130  |                                                                          | Vuelve a Madrid Open                    |
| 11      | Patricia Llaguno     | España    | 3.130  |                                                                          | Vuelve a Madrid Open                    |
| 13      | Carolina Navarro     | España    | 1.995  |                                                                          |                                         |
| 14      | Aranzazu Osoro       | Argentina | 1.943  |                                                                          |                                         |
| 15      | Sofia Araújo         | Portugal  | 1.550  |                                                                          |                                         |
| 15      | María Virginia Riera | Argentina | 1.550  |                                                                          |                                         |